# Reginald Goodall
Sir Reginald Goodall (* 13. Juli 1901 in Lincoln; † 5. Mai 1990 in London) war ein bedeutender, vor allem für seine Wagner-Interpretationen geschätzter englischer Dirigent.

## Leben
Reginald Goodall wurde 1901 als Sohn des Klavierlehrers, Organisten und Chorleiters Albert Edward Goodall und dessen Frau Adelaide (geb. Jones) in Lincoln geboren. Seine Kindheit verbrachte er zum größten Teil in Kanada. Nach seiner Rückkehr nach England studierte er ab 1925 Klavier, Orgel und Dirigieren am Royal College of Music in London, wo er unter anderem Benjamin Britten kennenlernte. Nach seiner Ausbildung wirkte er als Kantor an der Kirche St. Alban the Martyr im Londoner Stadtteil High Holborn. Mit dem dortigen Knabenchor führte er unter anderem geistliche Werke von Anton Bruckner auf, teilweise als englische Erstaufführung. Während des Zweiten Weltkrieges leitete er, mit Unterbrechung durch einen kurzen Wehrdienst, das Wessex Philharmonic Orchestra, ein von ihm gegründetes, heute nicht mehr bestehendes Tourneeorchester, mit dem er eine große Bandbreite an klassischer Orchesterliteratur sowie Werke zeitgenössischer britischer Komponisten aufführte.
Einer breiteren Öffentlichkeit wurde Goodall erst nach dem Zweiten Weltkrieg bekannt, als er 1945 an der Londoner Sadler’s Wells Opera die Uraufführung von Brittens Peter Grimes dirigierte. Teile dieser Produktion wurden von der BBC mitgeschnitten. Nach dem Sensationserfolg von Brittens Opernerstling erhielt Goodall ein Engagement als Kapellmeister und Korrepetitor am Royal Opera House Covent Garden. In den 1940er und 1950er Jahren dirigierte er eine Reihe von Repertoire-Aufführungen und assistierte namhaften Dirigenten wie Karl Rankl, Thomas Beecham und Rudolf Kempe. Auch unterstützte er Erich Kleiber bei der Vorbereitung der England-Premiere von Bergs Wozzeck. Reisen nach Deutschland ermöglichten ihm Kontakte zu Wilhelm Furtwängler, Clemens Krauss und Hans Knappertsbusch, die seine späteren Wagner-Interpretationen maßgeblich prägten.
Im Jahr 1962 wurde Georg Solti Generalmusikdirektor am Royal Opera House. Da er Goodall zwar als Korrepetitor, nicht jedoch als Dirigenten schätzte, dirigierte Goodall von da an keine Aufführungen mehr. Er übernahm stattdessen weitere Assistenzen, vor allem bei dem betagten Otto Klemperer, dessen Probenarbeit er zum großen Teil übernahm.
Obwohl Ende der 1960er Jahre alles darauf hindeutete, dass Goodalls Dirigentenkarriere beendet war, erhielt er im Jahr 1967 ein Angebot der Sadler’s Wells Opera, eine Produktion von Wagners Meistersingern von Nürnberg zu dirigieren, und zwar in englischer Sprache. Der bereits 66-jährige Dirigent nutzte die Chance, erstmals eine Opernaufführung nach seinen eigenen Vorstellungen einstudieren zu können, und erzielte mit den Meistersingern einen Sensationserfolg. In der Folge kam es an der English National Opera zu einer Neueinstudierung des gesamten Ring des Nibelungen in englischer Sprache, die Goodall große Zustimmung bei Publikum und Kritik einbrachte, und deren Schallplattenmitschnitt weltweite Verbreitung fand. Es folgten Aufführungen von Tristan und Isolde und Parsifal am Covent Garden. Gegen Ende seines Lebens (ab 1979) dirigierte er weitere Wagner-Aufführungen an der Welsh National Opera in Cardiff. Daraus entstanden zwei deutschsprachige Schallplattenaufnahmen von Tristan und Isolde und Parsifal, die ebenfalls weltweite Beachtung fanden.
Goodall dirigierte bis ins hohe Alter an der English National Opera und der Welsh National Opera. In den 1970er Jahren kam es außerdem zu einigen wenigen Symphoniekonzerten mit dem BBC Symphony Orchestra, wo er unter anderem Bruckners späte Symphonien dirigierte. Sein außergewöhnlich scheues und zurückhaltendes Wesen und seine enormen Probenansprüche vereitelten eine Karriere außerhalb Großbritanniens. Dennoch gilt Goodall heute als einer der bedeutendsten Dirigenten des 20. Jahrhunderts.
| Personendaten    | Personendaten          |
| ---------------- | ---------------------- |
| NAME             | Goodall, Reginald      |
| KURZBESCHREIBUNG | englischer Dirigent    |
| GEBURTSDATUM     | 13. Juli 1901          |
| GEBURTSORT       | Lincoln (Lincolnshire) |
| STERBEDATUM      | 5. Mai 1990            |
| STERBEORT        | London                 |